# Miller Bolaños
Miller Alejandro Bolaños Reasco (Esmeraldas, 1º giugno 1990) è un calciatore ecuadoriano, attaccante del Guayaquil City.

## Carriera

### Nazionale
Ha giocato nella nazionale ecuadoriana Under-17.
Viene convocato per la Copa América Centenario negli Stati Uniti. L'8 giugno a Glendale (Arizona) contro il Perù segna il goal del 2-2.

## Palmarès

### Club

#### Competizioni nazionali
- Campionato ecuadoriano: 3

Emelec: 2013, 2014, 2015
- Coppa del Brasile: 1

Grêmio: 2016